# Оскольское водохранилище
Оско́льское водохранилище (до 2020 года — Краснооско́льское, укр. Оскільське водосховище) — русловое водохранилище на реке Оскол, главном притоке Северского Донца, существовавшее в 1957—2022 годах в Харьковской области, а также частично в Донецкой области Украины.

## Описание

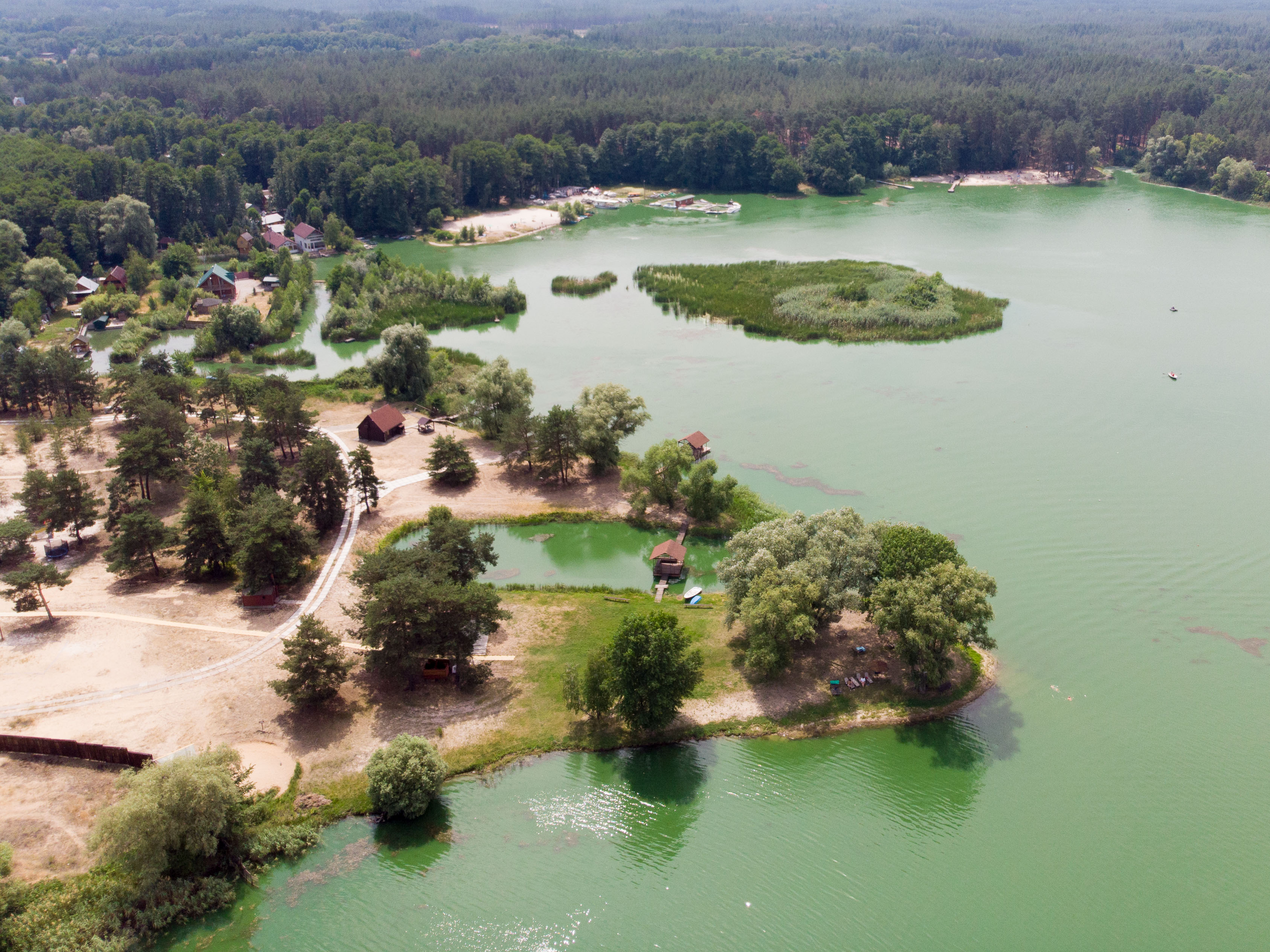
У села Яцковка в июне 2019 года

Оскольское водохранилище до разрушения дамбы имело объём 474,3 млн м³, площадь 122,6 км². Его длина составляла 84,6 км, средняя ширина 1,6 км, максимальная ширина 4,0 км. Водохранилище расположено в Изюмском, Боровском и Купянском районах Харьковской области и около 10 % приходится на Донецкую область. У восточного берега водохранилища находится райцентр Харьковской области, посёлок городского типа Боровая. Плотина водохранилища длиной 1025 метров расположена у с. Оскол. На водохранилище работала Оскольская ГЭС.

## История
Строительство водохранилища началось в 1957 году. 6 декабря того же года было завершено строительство плотины водохранилища у села Красный Оскол (бывшего города Цареборисова) в 10 км от устья реки Оскол.
Наполнение водохранилища началось в марте 1958 года и продолжалось до весеннего половодья 1959 года. В результате заполнения водохранилище было затоплено село (бывшая слобода) Радьковка, слившаяся к тому времени с Песками Радьковскими.
Хотя водохранилище используется для нужд районов, через которые оно пролегает, и работы Оскольской ГЭС, основным предназначением водохранилища было питание канала Северский Донец — Донбасс в летнее время года. Этот канал был построен к 1959 году для снабжения Донбасса пресной водой. В летнее время канал потребляет воды больше, чем обычное течение всего Северского Донца в засушливые годы, поэтому для равномерности расхода воды Оскольское водохранилище сохраняло воду весенних половодий для питания канала. Спуск воды из Оскольского водохранилища синхронизируется с работой канала.
К 1982 году была завершена первая очередь канала Днепр — Донбасс, который пополняет Северский Донец водой Днепра. После этого роль Оскольского водохранилища уменьшилась, однако оно по-прежнему входит в гидравлическую систему канала Северский Донец — Донбасс и синхронизирует свой спуск с работой канала.
В 2016 году согласно закону Украины «О декоммунизации» название водохранилища, как и населённого пункта Красный Оскол, было «декоммунизировано», и водохранилище стало называться Оскольским.
В ходе вторжения России на Украину 2 апреля 2022 года была разрушена дамба, дно водохранилища обсохло на площади 9000 га.
Существуют различные варианты использования территории водохранилища.